# Водоёмы Молдовы
На территории Молдавии находится 57 озёр с общей площадью водного зеркала 62,2 км². Преобладают малые озёра (до 0,2 км²). Небольшие озёра и озёровидные водоёмы находятся в основном в поймах рек Днестр, Прут и в устьях их притоков. Поверхность озёр в значительной мере покрыта растительностью, берега заболочены, днища заилены. Наиболее крупные пойменные озёра расположены в низовьях Прута: Белеу — 6,26, Драчеле — 2,65, Ротунда — 2,08, Фонтан — 1,16 км². В долине Днестра сохранились озёра: Бык — 3,72, Красное — 1,6 км².
Кроме естественных озер построено более 1,6 тыс. искусственных прудов и водохранилищ с суммарным объемом свыше 1,8 км³ и площадью около 160 км². Из общего числа искусственных водоемов 60,1 % приходится на малые водоемы объемом до 100 тыс. м³, 31 % — от 101 до 500 тыс. м³, 5,5 % — от 501 до 1000 тыс.м³ и 3,2 % — на водохранилища ёмкостью более 1000 тыс. м³. Преобладают водоёмы с площадью водного зеркала до 20 га и глубиной у плотины 4-6 м. Более половины водоёмов имеют водосборную площадь от 2 до 20 км². Самые значительные водохранилища — Костештское на Пруте и Дубоссарское на Днестре. К средним водохранилищам относимо Котовское водохранилище на реке  Ялпужель (бассейн Дуная). На малых реках построено около 60 небольших водохранилищ, среди них: Гидигичское, Костештское, Комратское, Конгазское, Тараклийское.
Уровень озёр в поймах рек определяется режимом этих рек. При заполнении их чаш талыми водами площадь водного зеркала существенно увеличивается, при спаде воды в реке — уменьшается. В период межени некоторые озера пересыхают, а другие превращаются в болота. Летом колебания уровней воды в озерах связаны с прохождением дождевых паводков. Годовой уровень воды в прудах и водохранилищах зависит главным образом от поступления стока с водосборной площади. Наблюдаются два основных периода заполнения водоёмов стоком: весенний (февраль-апрель) и летний (июнь-август).
На термический режим водоёмов влияют местные климатические условия, морфология чаши, характер растительности и условия питания.
Гидрохимический режим прудов зависит от источников питания, характера водообмена, антропогенных факторов. В водоёмах, расположенных в северных районах республики, аккумулируются преимущественно гидрокарбонатные воды с минерализацией 0,35—1,2 г/л, в центре — гидрокарбонатные и гидрокарбонатно-сульфатные воды с минерализацией до 0,85—1,8 г/л. В южных районах встречаются воды сульфатно-натриевого и сульфатно-хлоридного классов, а минерализация воды в ряде случаев достигает 7,0 г/л.
Водохранилища и пруды используются для водоснабжения, орошения, получения электроэнергии, разведения рыбы и водоплавающей птицы, улучшения условий судоходства, санитарного оздоровления прилегающей территории и в спортивных целях.